# الأثرون

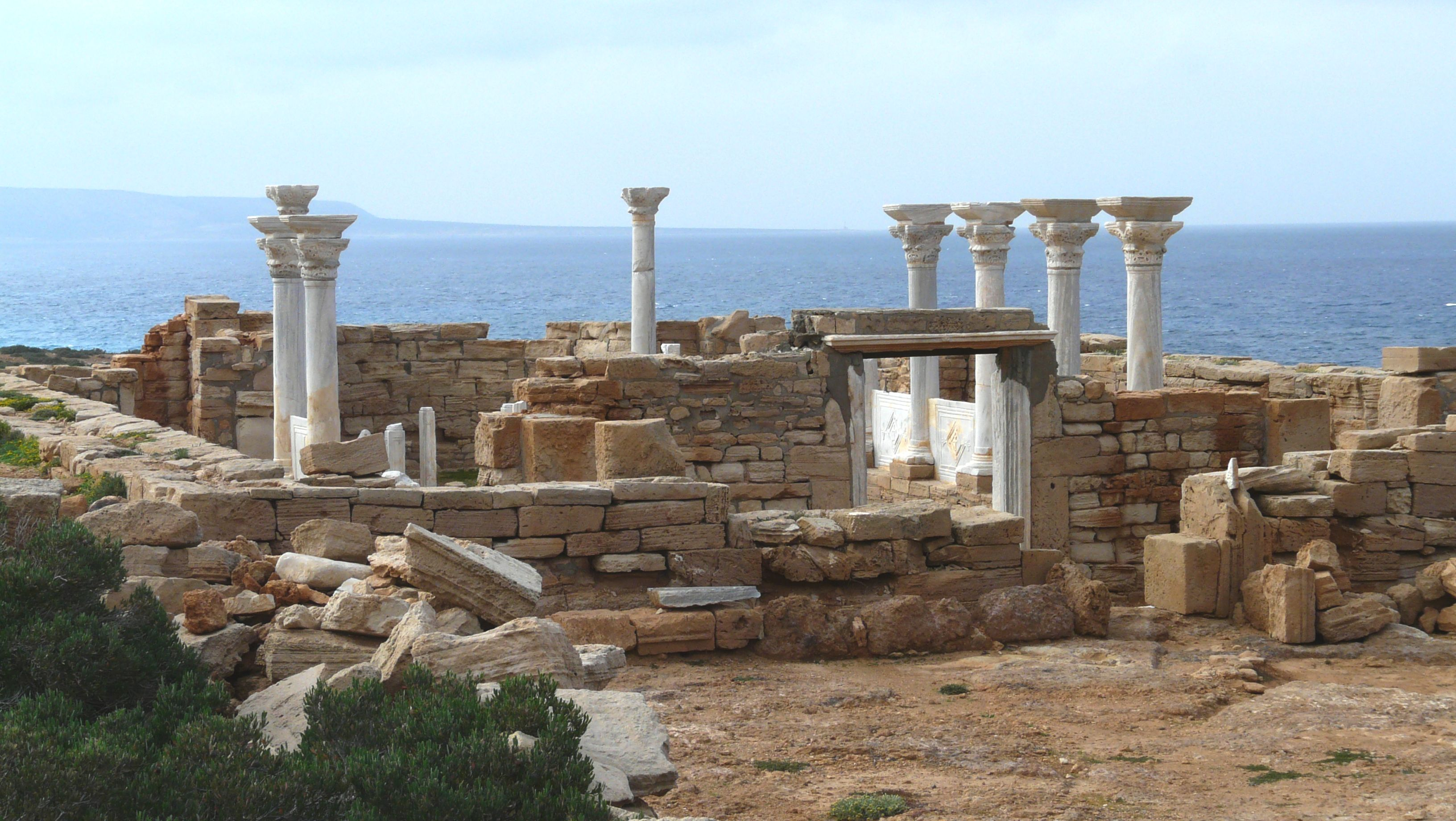
جزء من إحدى كنيستي الأثرون

الأثرون أو لاثرون هي بلدة ليبية صغيرة تبعد نحو 9 كيلومترات إلى الشرق من رأس الهلال ونحو 50 كيلومترا شرقي مدينة البيضاء في الجبل الأخضر شمال شرق ليبيا وتتبع شعبية درنة. اسمها يعود إلى عهد الإغريق بمسمى "Erythron" أو الحمراء والذي يعود إلى لون تربة المنطقة. يوجد بها بعض الآثار المتبقية من فترة الإغريق بينها مجموعة من القبور المنحوتة في الصخر وترجع للقرن الخامس قبل الميلاد.

## كنيستي الأثرون
شيدت بها خلال فترة العصر البيزنطي كنائس خلال عهد الإمبراطور جستنيان الأول (527- 565) وهما الكنيستين الغربية والشرقية. تم اكتشاف بقايا الكنيستين في العام 1960 على يد الباحث الأمريكي «ولترويدرنغ» لتضم في 1964 ضمن قائمة الآثار الليبية من قبل مصلحة الآثار الليبية.
وتقع الكنيسة الشرقية على شاطئ البحر المتوسط حيث توجد بها أجزاء من أعمدة رخامية زينت بعلامات دينية مسيحية، وبقايا الأرضية الرخامية وبقايا لوحات من الفسيفساء التي كانت تحيط بها، أما الكنيسة الغربية فلم يتبقى منها سوى أطلال تشير لمخططها الأصلي.